# Адмирал (пароход)
Пароход «Адмирал» (эст. Admiral; предыдущее название «Адмиралтеец»). Морской паровой буксир проекта 730, заводской номер 415, номер ИМО 8941743. Последний построенный в СССР действующий пароход. Порт приписки Таллин. Является историческим судном. Член общества Исторических Судов Эстонии и Европейского Морского Наследия (ЕМН). Находится под техническим надзором Российского Морского Регистра Судоходства (РМРС).

## История
Морской паровой буксир «Адмиралтеец» построен на Ленинградской верфи номер 370 «Петрозавод» и сдан в эксплуатацию 3 мая 1956 года. Работал на сдаточной базе Ленинградского Адмиралтейского объединения в Таллине, в Беккеровской гавани, имел позывной сигнал UBAA.
В 1989 году, 16 ноября был приобретен жителем Таллина Игорем Гройичем и восстановлен. В 1990 году ходил на морские праздники в Хельсинки и Котка (Финляндия). Весной 1991 года совершил 1000 мильный переход в Гамбург (ФРГ) на 803 годовщину порта Гамбург. Летом 1991 года буксировал подводные лодки проекта 613 в Наантали (Финляндия) на переработку. По причине частого прочтения иностранцами имени буксира как «Адмирал Теец» тот был переименован в «Адмирал».
В 1991 году осенью перешёл в Петербург (Россия) на Балтийский завод для снабжения паром (теплом) строящегося атомного крейсера «Петр Великий» с 1992 до 1994 гг.. Впоследствии вернулся в Таллин и судовладелец приступил к переоборудованию судна в салонный пароход. В 1996 году 12 июля на борту был открыт ресторан.
В 2001 году пароход стал совершать прогулки на рейд с пассажирами. В 2004 году экипаж парохода возродил праздник «Адмиралтейские дни моря». На борту судна в 2017 году открыт музей мореплавания.
В 2019 году вышел документальный фильм об «Адмирале». В 2020 году пароход был выставлен на продажу.